# Distretto di Kintampo Sud
Il distretto di Kintampo Sud  (ufficialmente Kintampo South District, in inglese) è un distretto della regione di Bono Est del Ghana.